# Lijst van burgemeesters van Den Ham
Dit is een lijst van burgemeesters van de voormalige Nederlandse gemeente Den Ham.
| Ambtsperiode | Naam burgemeester                     | Partij of stroming | Bijzonderheden                                                            |
| ------------ | ------------------------------------- | ------------------ | ------------------------------------------------------------------------- |
| 1811         | Albertus Nagel                        |                    | maire                                                                     |
| 1818 - 1832  | Johannes Amama Chevallereau           |                    | tevens schout, later burgemeester van Ambt Ommen                          |
| 1833 - 1843  | Hendrik Jan Harwig (1807-1886)        |                    |                                                                           |
| 1844 - 1879  | Johannes Andries Helderman            |                    |                                                                           |
| 1880 - 1883  | Arnold Gerhard Smijter                |                    | werd burgemeester van Utingeradeel en daarna Opsterland                   |
| 1883 - 1896  | Everdinant Dumon                      |                    |                                                                           |
| 1896 - 1904  | Willem baron Bentinck van Schoonheten |                    | werd burgemeester van Steenwijk                                           |
| 1904 - 1919  | Willem Beukenkamp                     |                    | later burgemeester van Wonseradeel en daarna Werkendam                    |
| 1919 - 1934  | J.J. Beukenkamp                       |                    |                                                                           |
| 1934 - 1938  | Rein Dijkstra                         |                    | werd burgemeester van Staphorst                                           |
| 1938 - 1943  | Gerrit Bramer                         | ARP                |                                                                           |
| 1943 - 1945  | E.A. van Daalen                       | NSB                |                                                                           |
| 1945 - 1970  | Gerrit Bramer                         | ARP                |                                                                           |
| 1970 - 1986  | Arnoldus van Walsum                   | ARP / CDA          | was burgemeester van Mijnsheerenland en Westmaas                          |
| 1986 - 1994  | ir. Hans (J.J.) van Overbeeke         | CDA                | was gemeentesecretaris van Zwijndrecht, werd burgemeester van Hellendoorn |
| 1995 - 2000  | Bert (W.) Meulman                     | CDA                | was wethouder van Hilversum, werd burgemeester van Hardenberg             |